# Kaloriabazis.hu
A KalóriaBázis a leglátogatottabb[forrás?] magyar fogyókúrás oldal, mely a kalóriaszámoláson és az étkezések naplózásán alapul.

## Története
A KalóriaBázis 2012. június 6-án kezdte működését. Ezt közel egyéves munka előzte meg. A készítők a hasonló nemzetközi oldalak leghasznosabb funkcióiból igyekeztek összerakni egy magyar nyelven, magyar ételekkel, magyar közönség igényeihez igazodó oldalt. Az oldal megszületésére való igényt tükrözi, hogy az oldalt bár semmilyen marketingeszközzel nem reklámozták, egy-két hónapon belül több ezren regisztráltak a szolgáltatásra.

## Működése
Az oldal jellegzetessége a három részre bontottság: a piros Mit ettél?, a zöld Mit sportoltál? és a sárga Kalkulátor funkciók elkülönítése. Az oldal alapkoncepciója a „Ha több kalóriát égetsz el, mint amit beviszel, fogyni fogsz”. A javasolt használat során a felhasználók minden étkezést és mozgást rögzítenek, ezáltal nyomon követhetik a kalóriák útját. Az oldalon lehetőség van egyéni cél beállítására, melynek eléréséhez az oldal napi szinten a cél eléréséhez szükséges kalóriabevitelt ajánl, ezt a Napi keret grafikonon jelzi.

## Fenntartása
A készítők szerint fő céljuk az ingyenesség és a felhasználóbarát használhatóság. Prémium tagság vásárlására 2015 decemberétől van lehetőség. A prémium funkciók mélyebb elemzési lehetőséget biztosítanak, ügyelve arra, hogy a teljes körű ingyenes használhatóság továbbra is sértetlen maradjon.

## Látogatottsága
Az oldal 2016 szeptemberében 297 000 regisztrált felhasználóval rendelkezik. Naponta 10-18 000 egyedi felhasználó látogatja, az oldalletöltések száma napi 50-90 000 között van.

## Összesített fogyás
Az oldal beépített mérőrendszere szerint a felhasználók összesített fogyása 3 660 342 kg (2024. októberi adat).